# Dendrophthora terminalis
Dendrophthora terminalis är en sandelträdsväxtart som beskrevs av Kuijt. Dendrophthora terminalis ingår i släktet Dendrophthora och familjen sandelträdsväxter. Inga underarter finns listade i Catalogue of Life.